# Plymouth GTX
Plymouth GTX – samochód sportowy typu muscle car klasy wyższej produkowany pod amerykańską marką Plymouth w latach 1966 – 1971.

## Pierwsza generacja

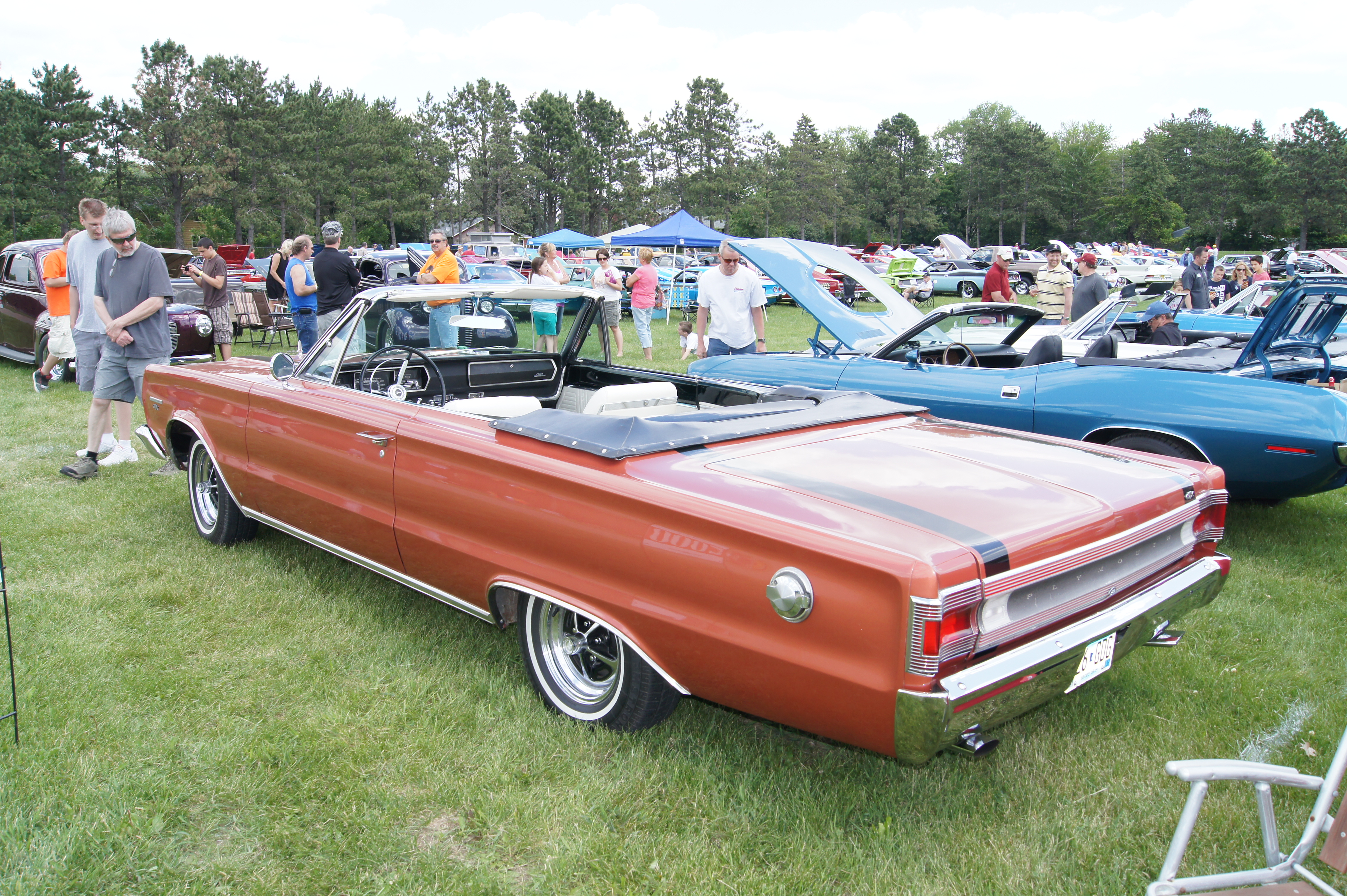
Plymouth GTX I - tył

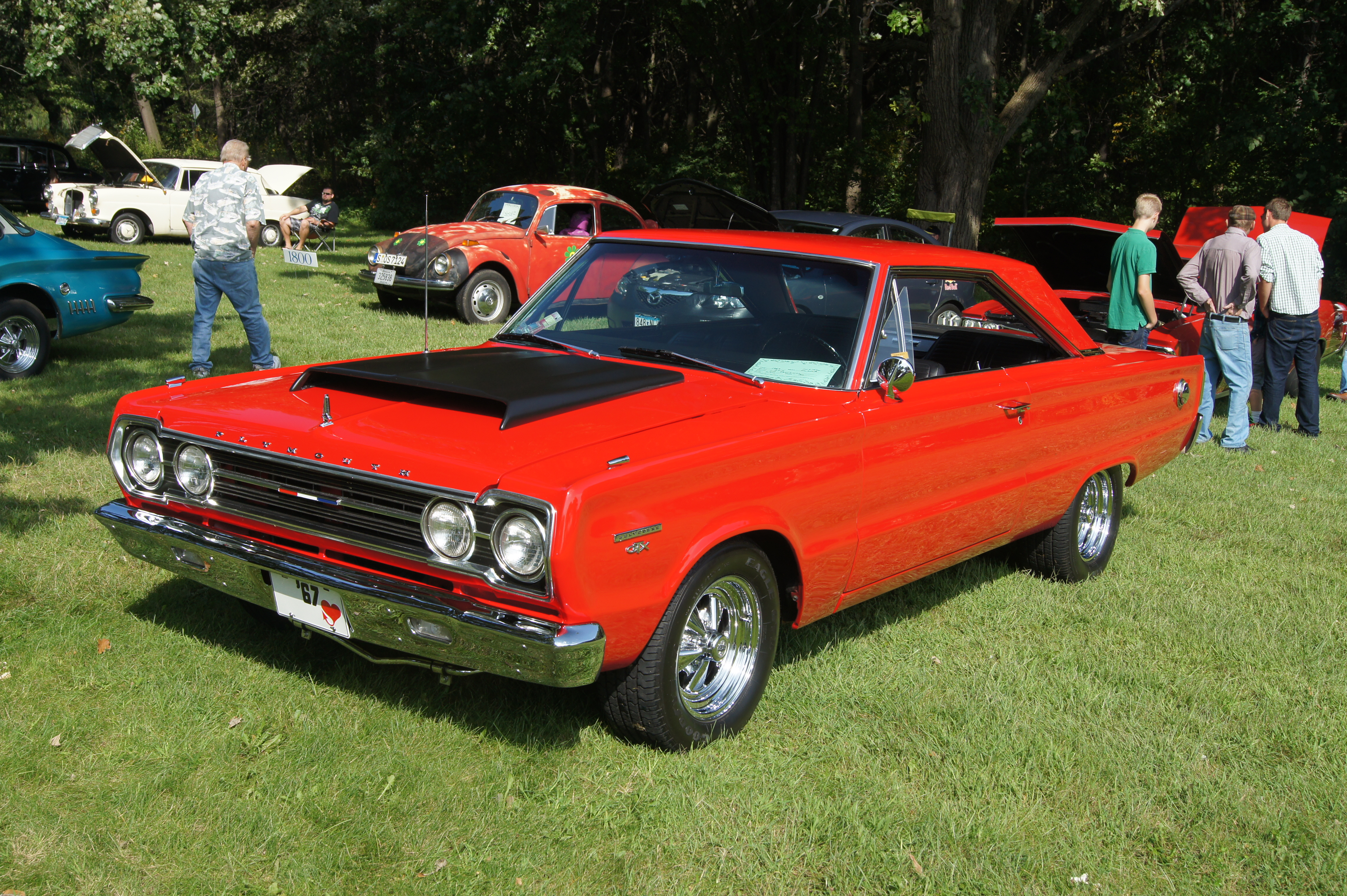
Plymouth GTX I Coupe

Plymouth GTX I został zaprezentowany po raz pierwszy w 1966 roku.
Samochód trafił na rynek jako muscle car oparty na modelu Belvedere. Od podstawowego Belvedere różnił się przednim grillem oraz tylnym pasem nadwozia, poza tym na masce montowano atrapę wlotu powietrza oraz opcjonalnie malowano na nadwoziu sportowe pasy. 
Standardowo montowano wzmocnione zawieszenie. W standardzie oferowano również silnik 440 CID V8 nazywany "Super Commando 440". Moc silnika szacowano na 375 hp. W roku 1967 za dodatkowe 546 dolarów amerykańskich nabywca mógł zamiast 440 zamontować pochodzący od Chryslera motor 426 CID HEMI.

### Silniki
- V8 7.0l Hemi
- V8 7.2l RB

## Druga generacja

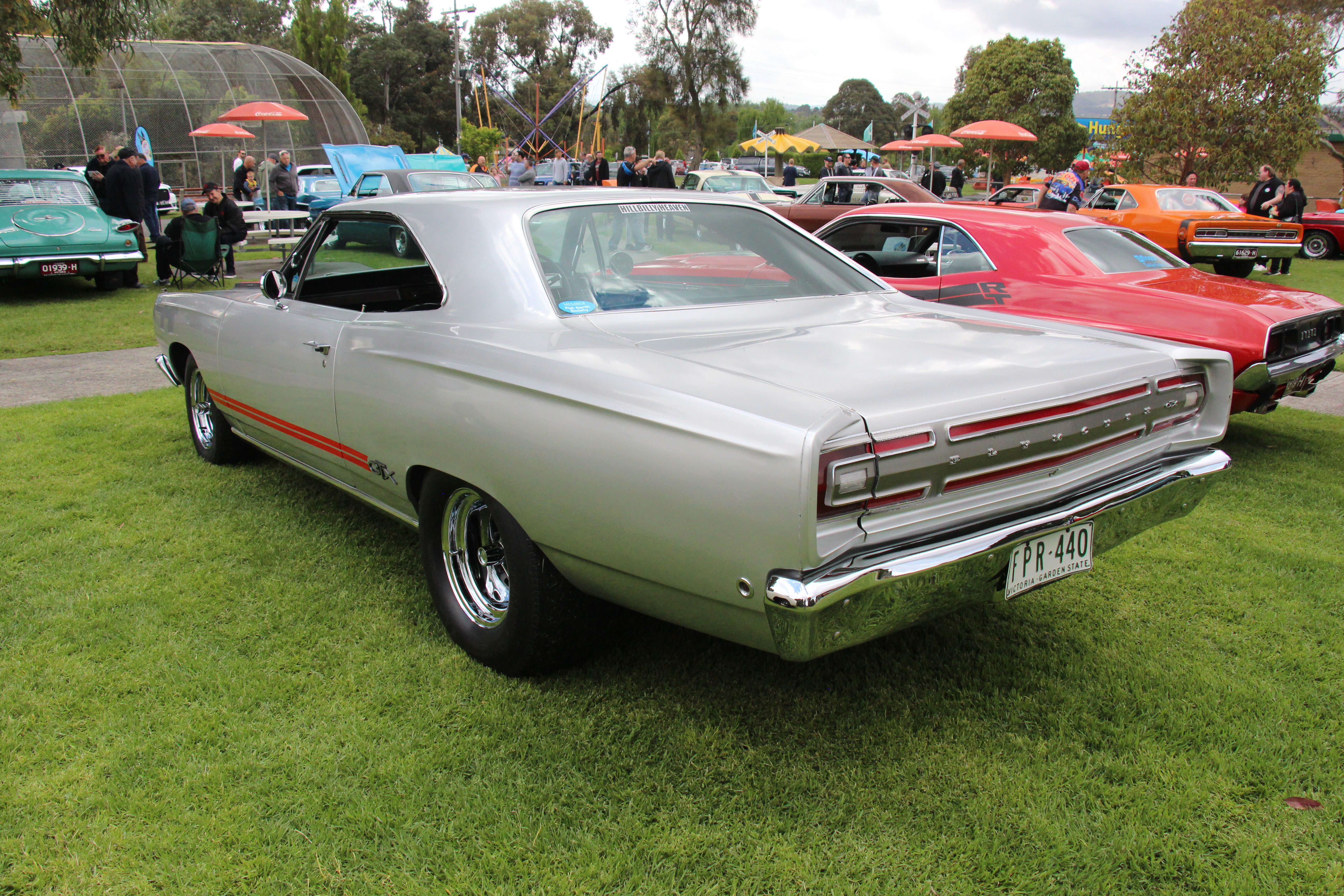
Plymouth GTX II - tył

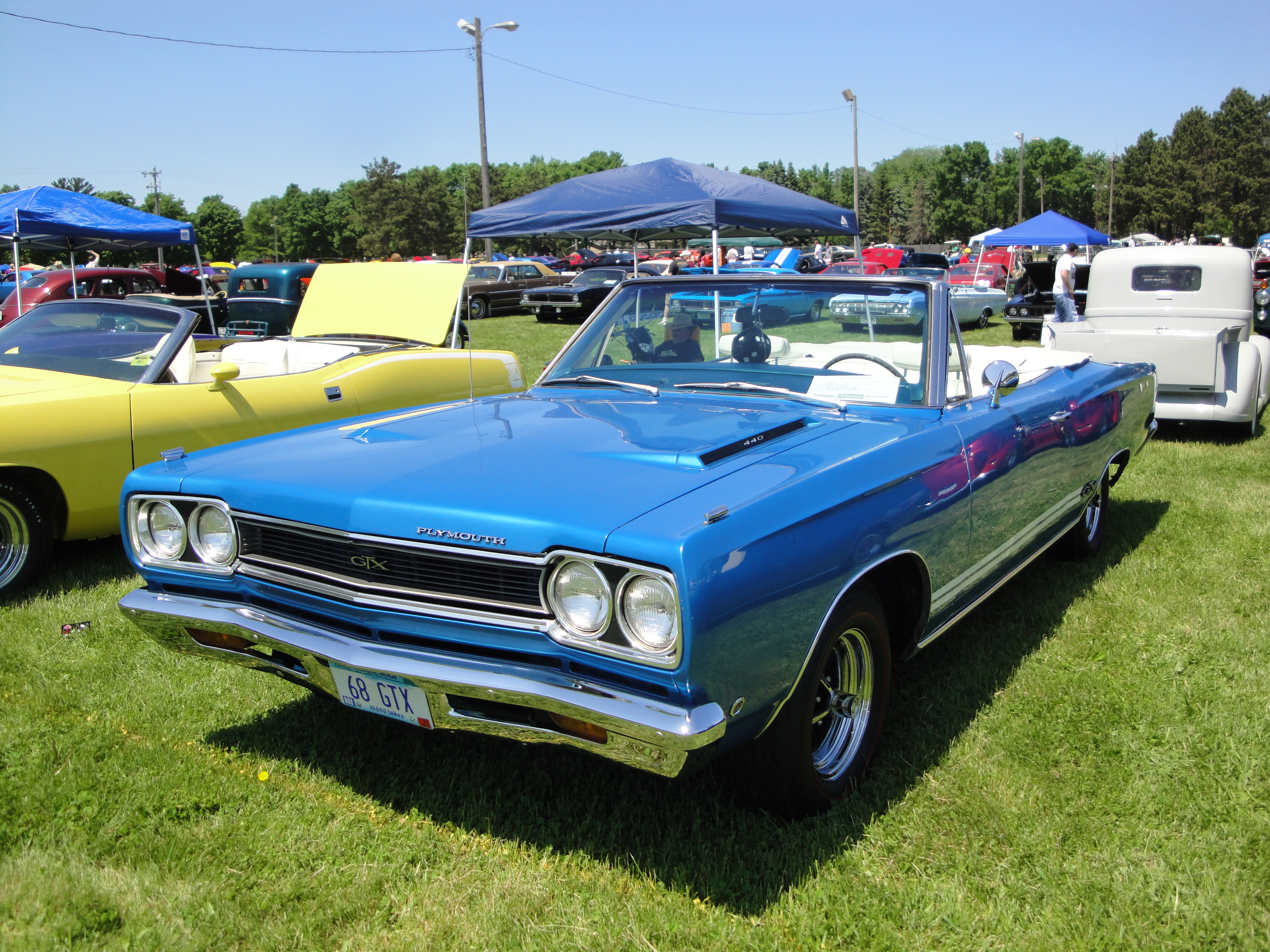
Plymouth GTX II Cabriolet

Plymouth GTX II został zaprezentowany po raz pierwszy w 1967 roku.
Wzorem pokrewnych modeli Belvedere i Satellite, druga generacja Plymoutha GTX zyskała masywniejsze nadwozie z wyraźnie zarysowanymi krawędziami nadkoli, szeroko rozstawionymi podwójnymi reflektorami w prostokątnych kloszach oraz wyraźnymi przetłoczeniami na panelach bocznych.
Tylna część nadwozia miała podłużny bagażnik, z kolei nadwozie zyskało podwójne malowanie. Wyczynowy charakter GTX-a podkreślało wysokoprofilowe, sportowe ogumienie, a także dodatkowe wloty powietrza na masce.

### Silniki
- V8 7.0l Hemi
- V8 7.2l RB

## Trzecia generacja

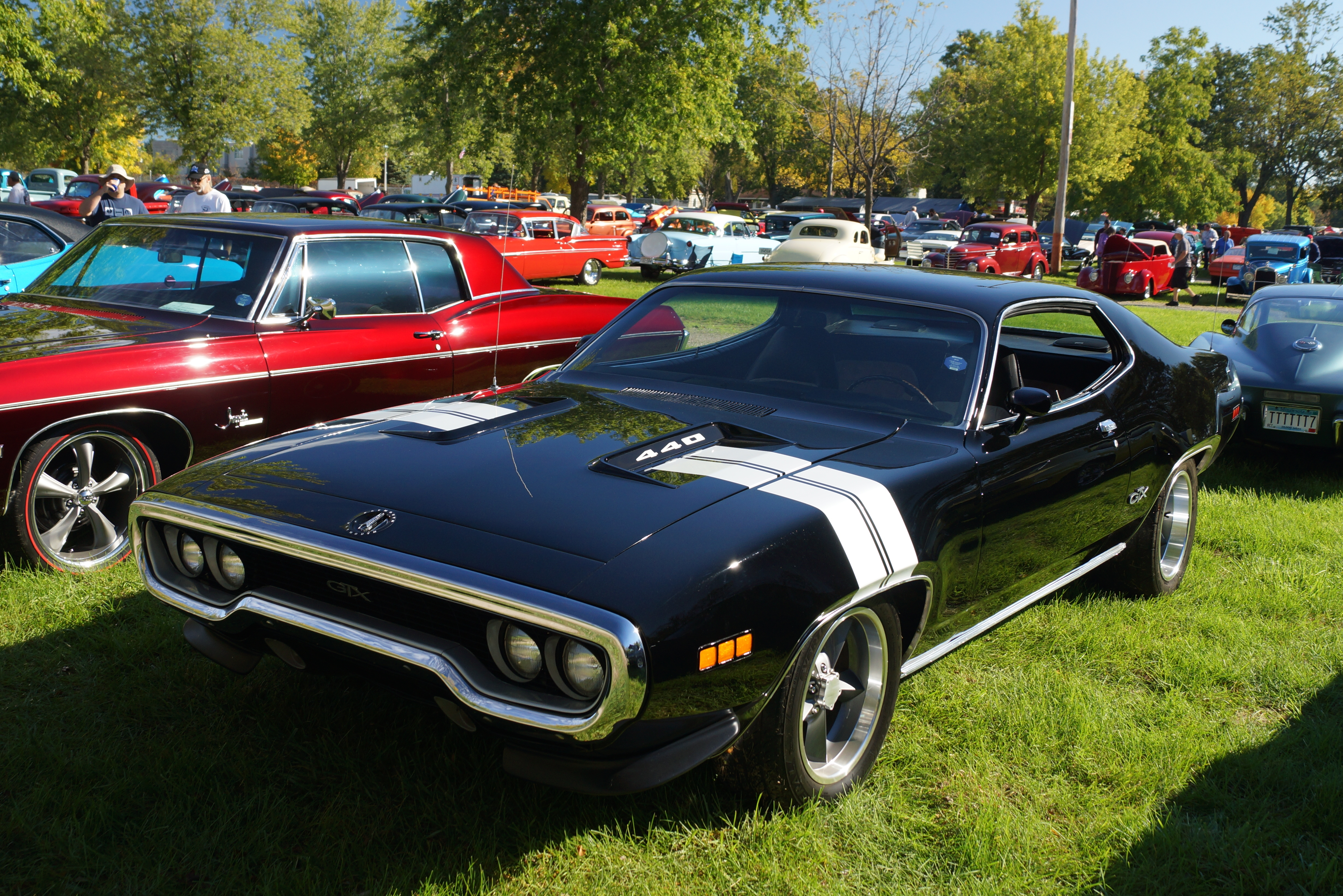
Plymouth GTX III

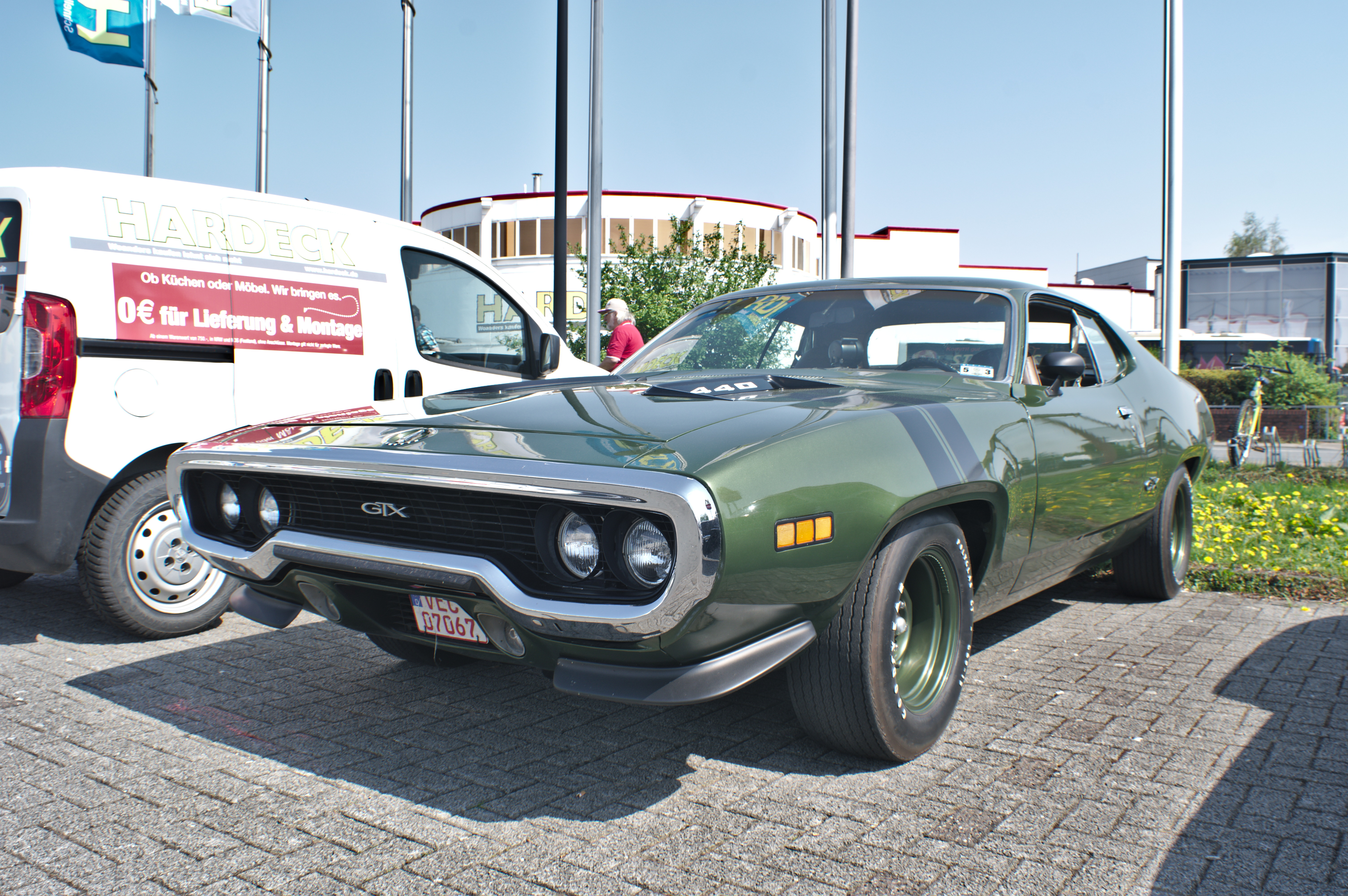
Plymouth GTX III

Plymouth GTX III został zaprezentowany po raz pierwszy w 1970 roku.
Trzecia i zarazem ostatnia generacja Plymoutha GTX powstała jako konstrukcja bardziej autonomiczna w stosunku do innych osobowych modeli producenta. Nadwozie zyskało smuklejsze, masywniejsze proporcje z nisko poprowadzoną linią dachu. Podłużna maska zakończona została szerokim, zaokrąglonym wlotem powietrza. Pas przedni ponownie zdobiły podwójne, okrągłe reflektory.
Po niespełna roku produkcji, Plymouth GTX trzeciej generacji został wycofany ze sprzedaży bez prezentacji bezpośredniego następcy.

### Silniki
- V8 7.0l Hemi
- V8 7.2l RB